# Calvin Willey

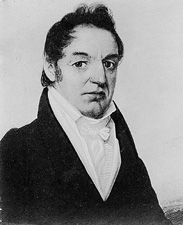
Calvin Willey

Calvin Willey (* 15. September 1776 in East Haddam, Connecticut; † 23. August 1858 in Stafford, Connecticut) war ein US-amerikanischer Politiker, der den Bundesstaat Connecticut im Senat der Vereinigten Staaten vertrat.
Nach dem Besuch der öffentlichen Gemeinschaftsschule studierte Willey die Rechtswissenschaften, wurde 1798 in die Anwaltskammer aufgenommen und begann in Chatham als Jurist zu arbeiten. Im Jahr 1800 zog er nach Stafford um.
Willey, ursprünglich ein Anhänger des zweiten US-Präsidenten John Adams und somit der Föderalistischen Partei nahestehend, begann seine politische Laufbahn als Abgeordneter im Repräsentantenhaus von Connecticut zwischen 1805 und 1806. In der Folge arbeitete er zunächst von 1806 bis 1808 als Postmeister von Stafford Springs; 1808 zog er nach Tolland um, wo er die gleiche Tätigkeit zwischen 1812 und 1816 ausübte. Von 1818 bis 1825 fungierte er als Richter am Nachlassgericht (Probate court) des Bezirks Stafford.
Zwischenzeitlich kehrte Calvin Willey auch mehrere Male ins staatliche Repräsentantenhaus zurück. Er gehörte der Kammer in den Jahren 1810 und 1812 sowie von 1820 bis 1821 an. Von 1823 bis 1824 saß er im Staatssenat; 1824 war er zudem einer der Delegierten Connecticuts im Electoral College zur Wahl des US-Präsidenten. Connecticuts Stimmen gingen an John Quincy Adams, der zwar weniger Wahlmännerstimmen als sein Konkurrent Andrew Jackson erhielt, später aber trotzdem durch das US-Repräsentantenhaus gewählt wurde.
Nach der Spaltung der Demokratisch-Republikanischen Partei als Folge dieser Wahl zählte Calvin Willey zu den Anhängern des neuen Präsidenten, die sich im Laufe der Zeit in der neuen National Republican Party formierten. Als deren Interessenvertreter gehörte er vom 4. Mai 1825 bis zum 3. März 1831 dem US-Senat an; während dieser Zeit war er Vorsitzender des Landwirtschaftsausschusses (Committee on Agriculture).
Nach dem Abschied aus der Politik arbeitete Calvin Willey wieder als Anwalt in Tolland, ehe er 1858 in Stafford starb.